# 线萼金花树
线萼金花树（学名：Blastus apricus），为野牡丹科柏拉木属下的一个植物变种。